# René Sintès (football)
Cet article concerne un footballeur français. Pour le peintre français, voir René Sintès.
René Sintès, né le 11 octobre 1916 à Alger (Algérie française) et mort vers 1978, est un joueur et entraineur de football français. 

## Carrière de joueur
Révélé à l'Olympique d'Hussein-Dey en Algérie au poste d'attaquant, il est recruté par le club professionnel du FC Sète en 1936. Il rejoint ensuite le Toulouse FC puis le Havre AC en 1938. Il est en janvier 1939 sélectionné en équipe de France B et en équipe de France militaire.
Mobilisé et fait prisonnier pendant la Seconde Guerre mondiale, il est ensuite libéré. Il retourne en Algérie mais joue aussi encore pour le club setois en 1941. Après guerre, il retourne au Havre où il joue comme professionnel de 1945 à 1947.
En 1947, il revient a l'Olympique d'Hussein-Dey comme entraîneur-joueur, avec lequel il remporte le championnat d'Alger trois années d’affilée. Il en reste l'entraîneur jusqu'en 1953.
Il meurt à 62 ans.

## Palmarès
- Une sélection en équipe de France B en 1939.